# Aschau im Burgenland
Aschau im Burgenland (ungarisch Hamvasd) ist ein Ortsteil der Gemeinde Oberschützen im Bezirk Oberwart im Burgenland in Österreich.  Die Ortschaft hat 379 Einwohner (Stand 1. Jänner 2025) und ist mehrheitlich protestantisch. Aschau war bis Ende 1970 eine eigenständige Gemeinde.

## Etymologie
Der Name Aschau entwickelte sich wahrscheinlich aus Eschenau oder Eschenort, was darauf hinweist, dass es einst im Ort einen starken Eschenbewuchs gab.

## Geografie
Aschau liegt im Hügelland, in den Ausläufern der Buckligen Welt, westlich von Bernstein zwischen dem Tauchen- und Willersbachtal. Die Fläche des Ortes beträgt rund 774 ha, wobei der Wald 303 ha davon einnimmt.
Es handelt sich um ein sogenanntes Breitangerdorf und liegt auf etwa 600 m Seehöhe.

## Geschichte
Die erste urkundliche Erwähnung gibt es dem Jahr 1388 unter dem Namen Asso. Vermutlich begann die Besiedelung des Ortes schon um 1200, zu dieser Zeit fing der Bau der Burg Bernstein an. Von 1659 bis 1854 war die Ortschaft die überwiegende Zeit Teil der Herrschaft Pinkafeld.
Der Ort gehörte wie das gesamte Burgenland bis 1920/21 zu Ungarn (Deutsch-Westungarn). Ab 1898 musste aufgrund der Magyarisierungspolitik der Regierung in Budapest der ungarische Ortsname Hamvasd verwendet werden. Nach Ende des Ersten Weltkriegs wurde nach zähen Verhandlungen Deutsch-Westungarn in den Verträgen von St. Germain und Trianon 1919 Österreich zugesprochen. Seit 1921 gehört Aschau zum damals neu gegründeten Bundesland Burgenland (siehe auch Geschichte des Burgenlandes).
Am 1. Jänner 1971 wurde der Ort im Zuge des Gemeindestrukturverbesserungsgesetzes der burgenländischen Landesregierung mit den Orten Oberschützen, Schmiedrait, Unterschützen und Willersdorf zur neuen Gemeinde Oberschützen zusammengelegt.

## Kultur und Sehenswürdigkeiten
- Katholische Filialkirche Aschau im Burgenland hl. Oswald: eines der ältesten Baudenkmäler des Bezirkes Oberwart mit karolingischem Ursprung
- Evangelisches Schul- und Bethaus Aschau im Burgenland
- Aussichtswarte Aschau, acht Meter hoher Aussichtsturm am Kreuzberg[6]
- Lehrpfad Mischwald
- Willersdorfer Schlucht

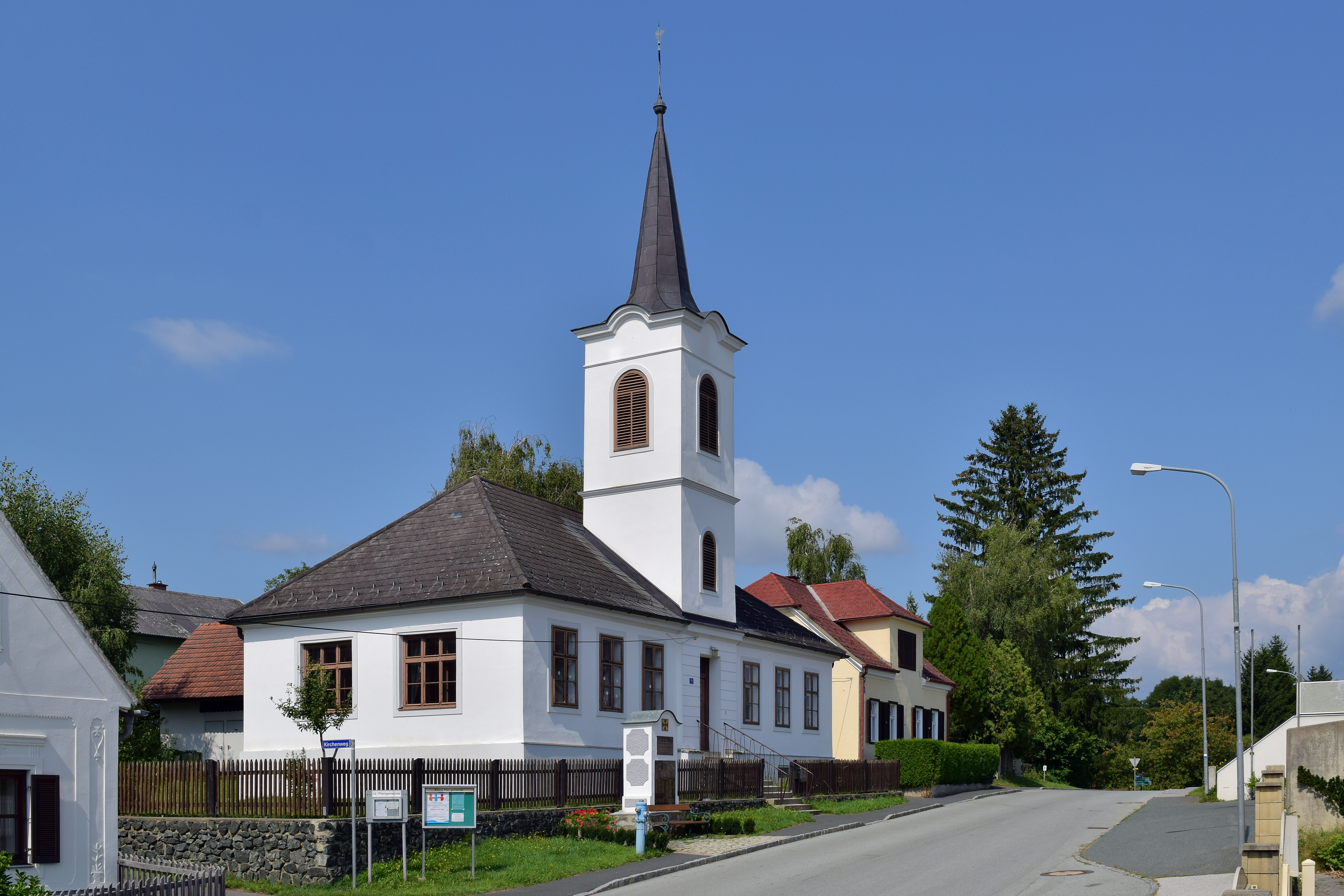
Evangelisches Schul- und Bethaus
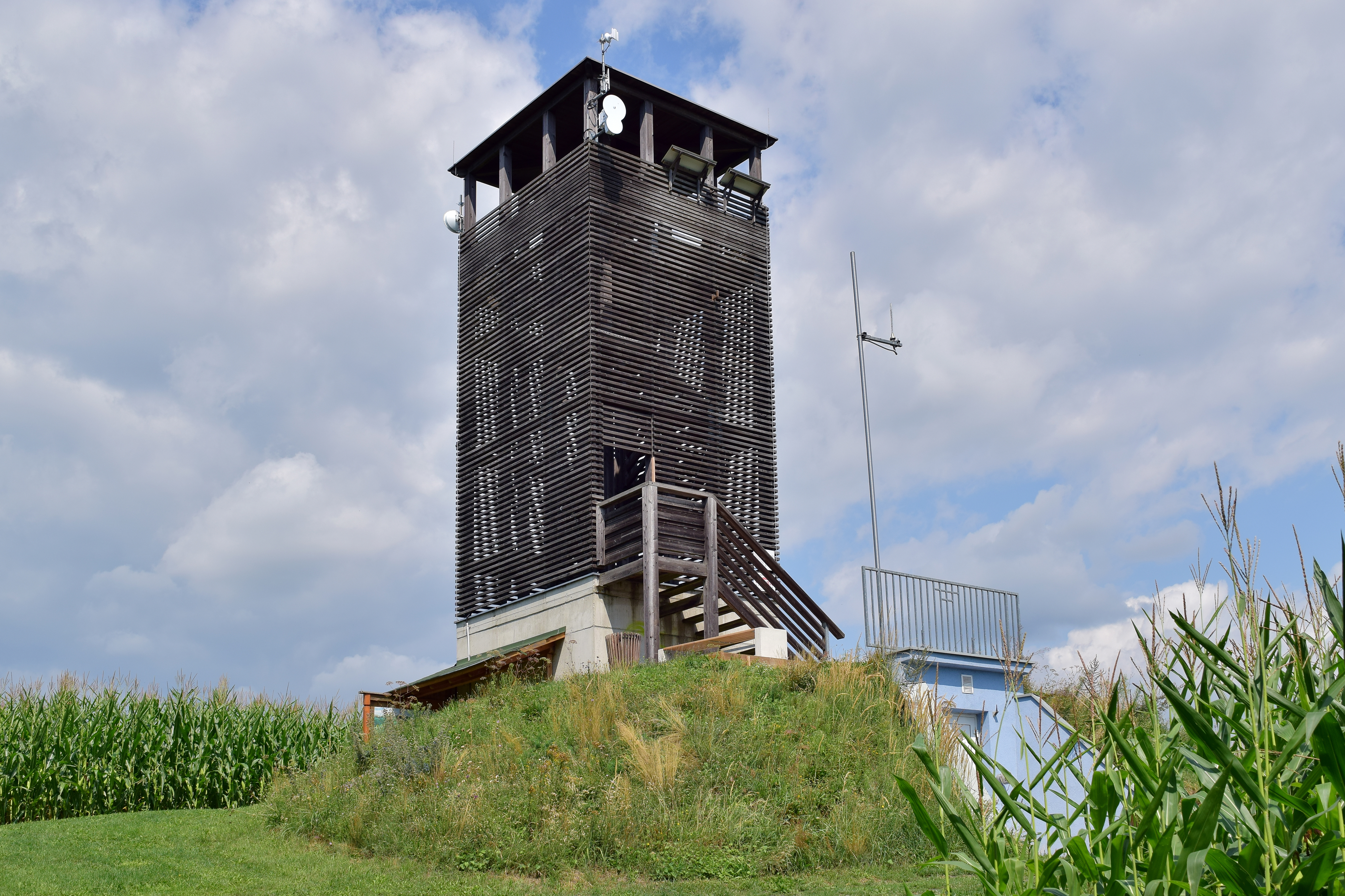
Aussichtswarte
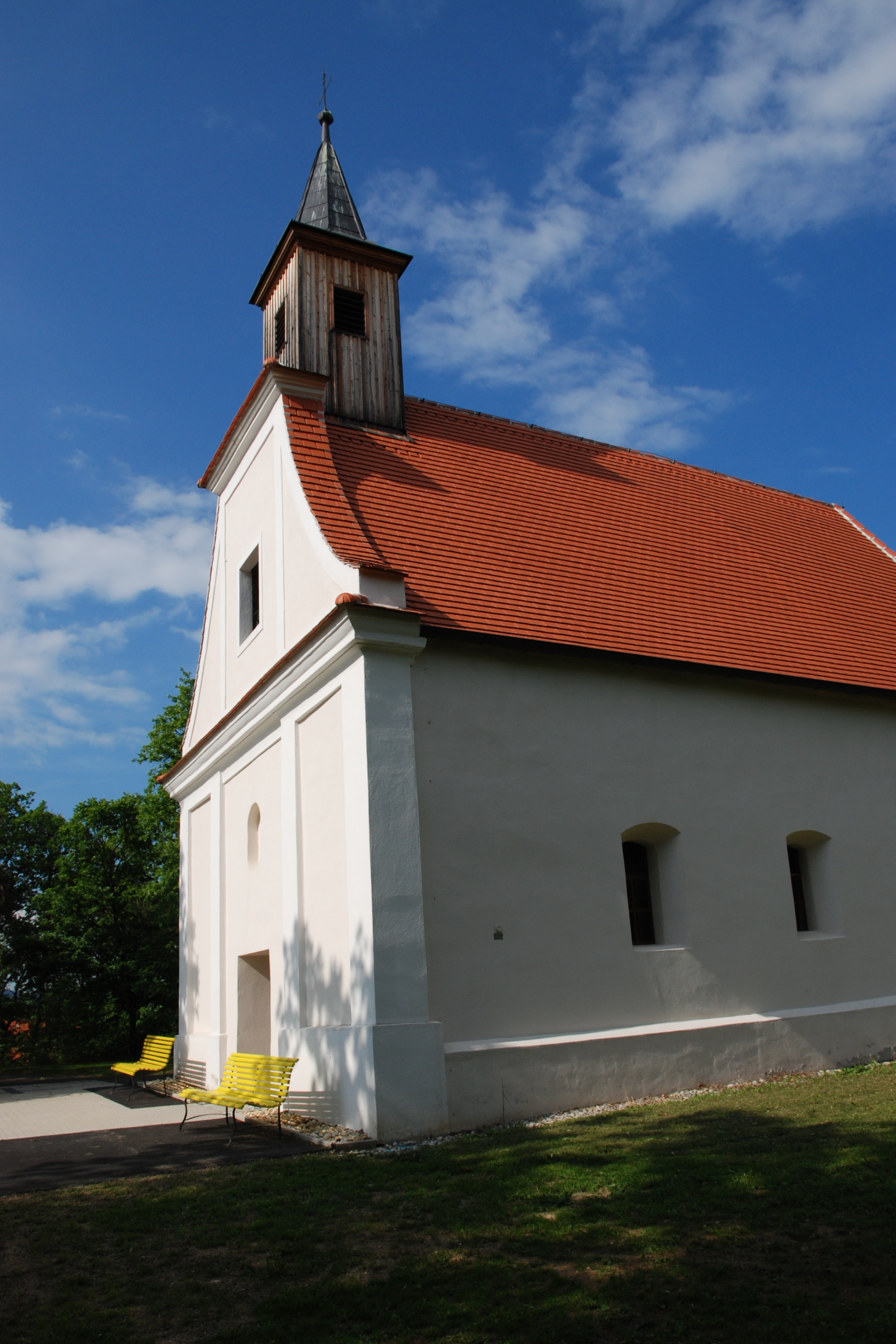
Römisch-katholische Filialkirche
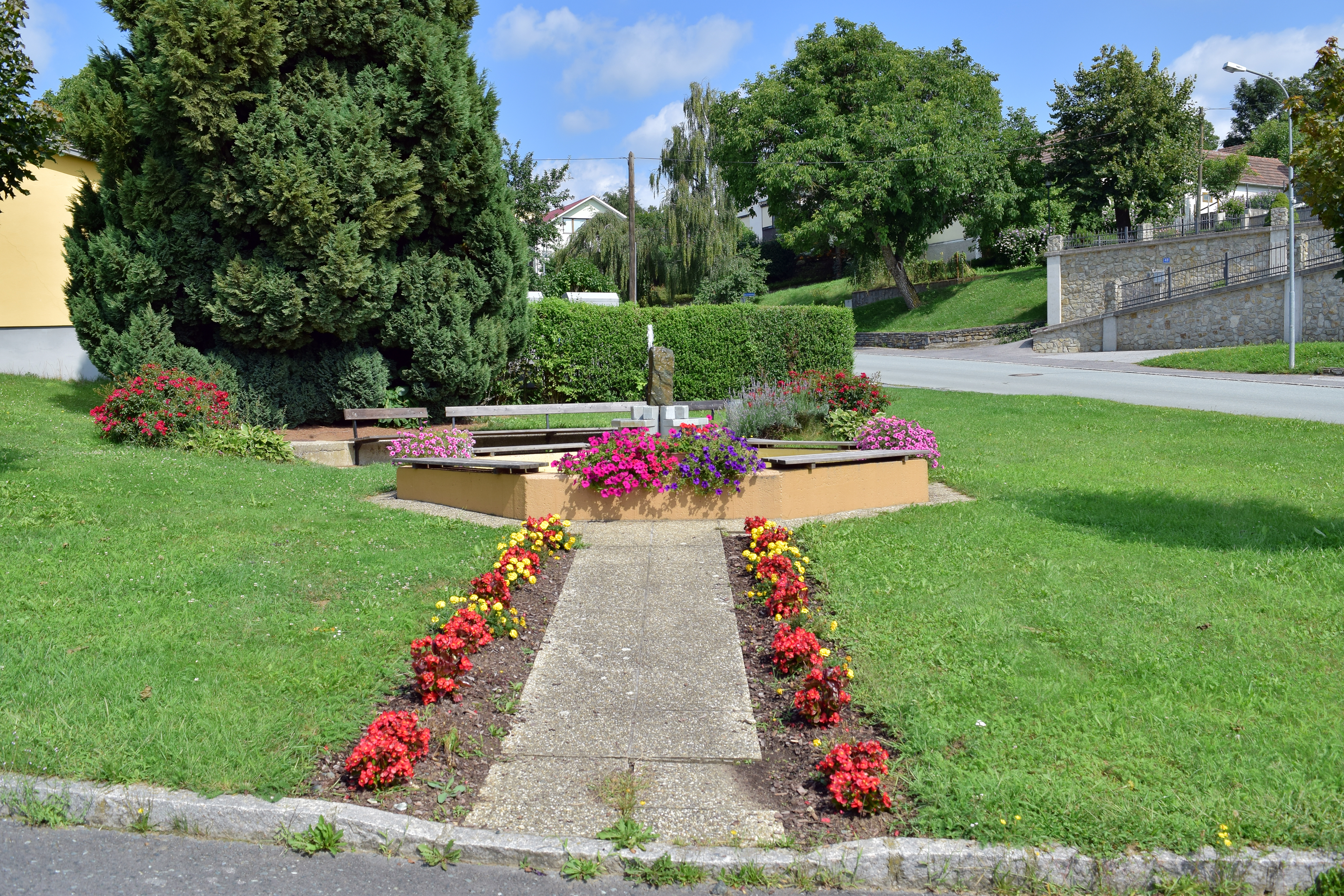
Dorfbrunnen